# Calle 54
Calle 54 es un documental dirigido por el cineasta español Fernando Trueba que presenta a algunos de los mejores exponentes de la época del género del jazz latino o latin jazz, como se conoce en los Estados Unidos. El documental es una coproducción española, francesa e italiana y fue estrenada en el año 2000.

## Argumento
La película se rodó en los estudios de Sony en la calle 54 de la ciudad de Nueva York (de ahí el nombre de la película). 
Un minucioso trabajo de investigación y seguimiento en el que se rinde homenaje a varios de los artistas más destacados del Latin Jazz. Incluye, entre otros, artistas brasileños (como Eliane Elias), cubanos (como Paquito D'Rivera, Bebo Valdés y Chucho Valdés), españoles (como Chano Domínguez), dominicanos (Michel Camilo), venezolano (Aquiles Báez), puertorriqueños (Tito Puente o Jerry González) y argentinos (el Gato Barbieri), y de esa manera recorre todos los lugares por los que se han desarrollado las diferentes ramas de este género, que mezcla el ritmo y el sonido de la música latina (como la rumba, la samba, el joropo o el flamenco) con la armonía y la estructura del jazz. Las escenas transcurren con los artistas principales tocando en sus bandas.

## Ficha técnica
- Título: Calle 54

- Dirección: Fernando Trueba

- Productores: Cristina Huete, Fabienne Servan-Schreiber y Fernando Trueba

- Fotografía: José Luis López-Linares

- Sonido: Pierre Gamet, Martin Gamet, Dominique Hennequin

- Música: Graeme Revell

- Montaje: Carmen Frías

- País de origen:  España

- Duración: 105 minutos

- Fecha de estreno:  España 13 de diciembre de 2000

## Premios
- Premio Goya al Mejor sonido.